# 혼조촌 (히로시마현 아키군)
혼조촌(本庄村)은 일본 히로시마현 아키군에 설치되었던 촌이다. 현재의 구레시, 아키군 구마노정의 일부에 해당한다.